# Dimitrios Kyrsanidis
Dimitrios Kyrsanidis (en griego: Δημήτριος Κυρσανίδης; Salónica, 25 de mayo de 1995) es un deportista griego que compite en parkour. Ganó una medalla de oro en el Campeonato Mundial de Parkour de 2022, en la prueba de estilo libre.

## Palmarés internacional
| Campeonato Mundial | Campeonato Mundial | Campeonato Mundial | Campeonato Mundial |
| Año                | Lugar              | Medalla            | Prueba             |
| ------------------ | ------------------ | ------------------ | ------------------ |
| 2022               | Tokio (Japón)      | Medalla de oro     | Estilo libre       |